# Jane Carr
Jane Carr (Loughton, 13 agosto 1950) è un'attrice britannica.
Ha recitato a Broadway nei musical Mary Poppins (2006) e A Gentleman's Guide to Love and Murder (2014).
È stata sposata dal 1987 al 1995 con Mark Arnott ed è madre di un figlio, Dash.

## Filmografia parziale

### Cinema
- La strana voglia di Jean (The Prime of Miss Jean Brodie), regia di Ronald Neame (1969)
- Something for Everyone, regia di Harold Prince (1970)
- Austin Powers - La spia che ci provava (Austin Powers: The Spy Who Shagged Me), regia di Jay Roach (1999)
- Garfield 2 (Garfield: A Tail of Two Kitties), regia di Tim Hill (2006)
- Air Buddies - Cuccioli alla riscossa (Air Buddies), regia di Robert Vince (2006)

### Televisione
- Sabrina, vita da strega (Sabrina, the Teenage Witch) – serie TV, 1 episodio (1997)
- Una fortuna da cani (You Lucky Dog), regia di Paul Schneider – film TV (1998)
- Friends – serie TV, 1 episodio (1998)
- Kim Possible – serie TV, 1 episodio (2007) - voce
- Due uomini e mezzo (Two and a Half Men) – serie TV, 1 episodio (2011)
- How I Met Your Mother – serie TV, 1 episodio (2012)

## Doppiatrici italiane
Nelle versioni in italiano delle opere in cui ha recitato, Jane Carr è stata doppiata da:
- Stefania Romagnoli in Detective Monk
- Cristina Noci in Due uomini e mezzo
- Cinzia Massironi in How I Met Your Mother
- Cristina Piras in The Closer
- Mirta Pepe in NCIS - Unità anticrimine
- Antonella Giannini in Garfield 2